# Přestanov, Ústí nad Labem
Přestanov là một làng thuộc huyện Ústí nad Labem, vùng Ústecký, Cộng hòa Séc.